# BRIT Awards 1985
La V edizione dei BRIT Awards si tenne nel 1985 presso il Grosvenor Hotel. Lo show venne condotto da Noel Edmonds.

## Vincitori
- Miglior registrazione britannica: Neil (anche conosciuto come Nigel Planer) - "Hole in My Shoe"
- Miglior produttore britannico: Trevor Horn
- Miglior registrazione di musica classica: Antonio Vivaldi - "Le quattro stagioni"
- Miglior artista internazionale: Prince and The Revolution
- Miglior colonna sonora: "Purple Rain"
- Miglior album britannico: Sade - "Diamond Life"
- Cantante femminile britannica: Alison Moyet
- Gruppo britannico: Wham!
- Cantante maschile britannico: Paul Young
- Singolo britannico: Frankie Goes to Hollywood - "Relax"
- British Video: Duran Duran - "The Wild Boys"
- Outstanding contribution: The Police
- Special Award: Bob Geldof & Midge Ure